# Альбахір Муктар
Альбахір Муктар (1 травня 1995) — нігерський плавець.
Учасник Олімпійських Ігор 2016 року.